# Pianosonate op. 5 (Strauss)

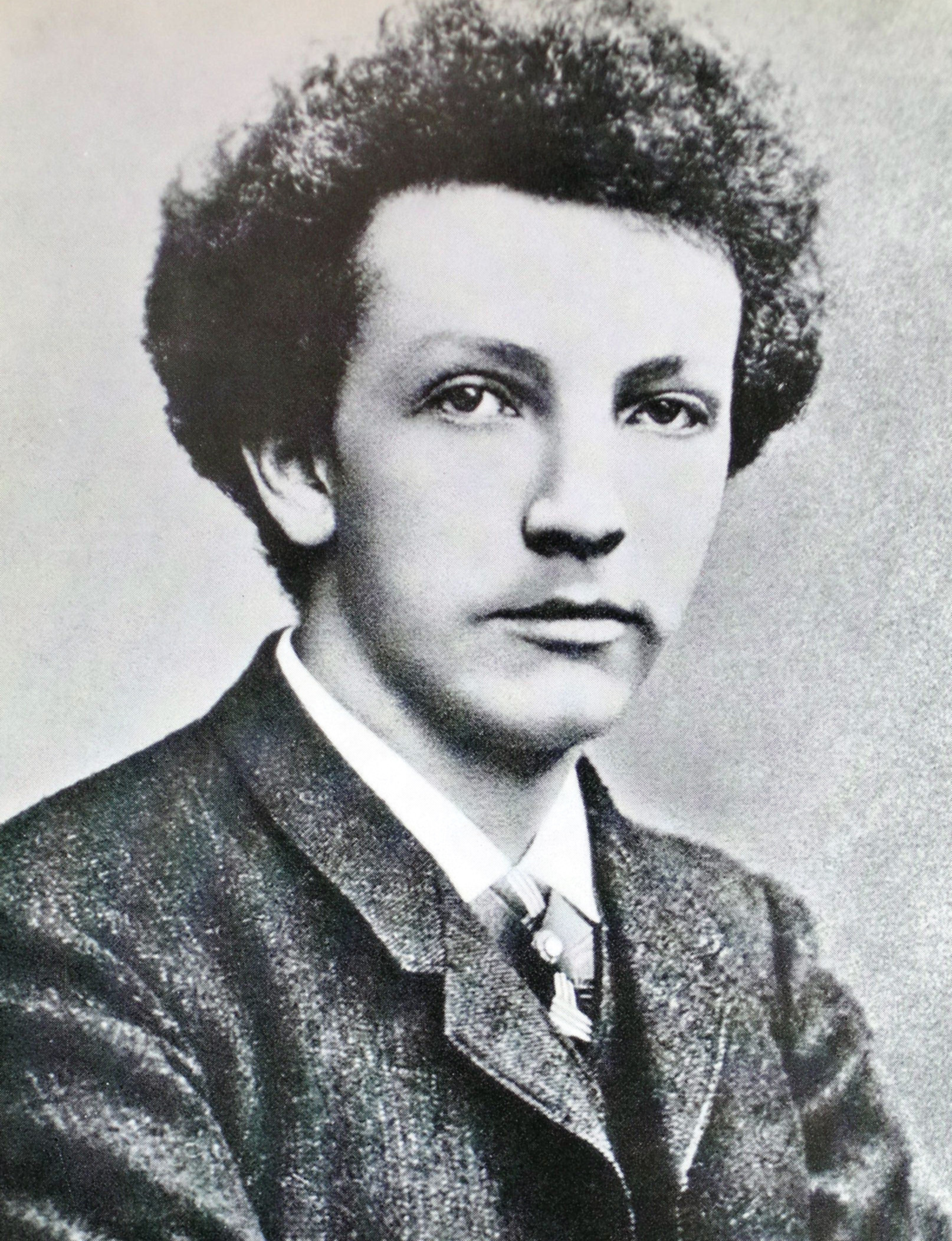
Richard Strauss op jonge leeftijd

De Pianosonate in b-klein opus 5 van Richard Strauss is een compositie die is geschreven als jeugdwerk tussen 1880 en 1881.

## Inleiding
Strauss zou in later jaren bekend worden als componist van symfonische gedichten, liederen en opera's maar was zelf sinds zijn vroege jeugd een getalenteerd pianist. Hij begon met componeren van eigen stukken in zijn late jeugd en deze sonate schreef hij op vijftienjarige leeftijd. Hij zat toen nog op school.

## Werk
De sonate is gestructureerd rond eenvoudige motieven. Hoewel Strauss dit jong componeerde ademt het een verrassend rijke muzikale inhoud en expressie, soms wat ongebalanceerd maar wel helder van opzet. Het werk is een complete volwaardige sonate in vorm en inhoud en geschreven in een ietwat conservatief romantisch en harmonisch idioom. De invloeden van Schumann en Brahms zijn duidelijk te horen. De totale lengte is ongeveer 25 minuten.

## Opzet
De sonate bevat de volgende delen:
- Allegro molto appassionato
- Adagio Cantabile
- Scherzo: Presto - Trio (met de aanduiding: Un poco piu lento)
- Finale: Allegretto vivo

## Trivia
Deze sonate was het laatste werk dat de pianist Glenn Gould opnam vlak voor zijn overlijden, tezamen met de Fünf Klavierstücke op.3 van dezelfde componist.